# Première circonscription de Nouvelle-Calédonie (1978-1986)
Pour les articles homonymes, voir Circonscription de Nouvelle-Calédonie.
La première circonscription de Nouvelle-Calédonie, ou circonscription Est, a été créée en 1977 par division en deux de l'ancienne circonscription unique de ce Territoire d'outre-mer (TOM) France. Elle a également hérité de cette dernière la tâche de représenter à l'Assemblée nationale les citoyens français du condominium des Nouvelles-Hébrides, jusqu'à son indépendance pour devenir le Vanuatu en 1980. Elle n'a élu qu'un seul député entre 1978 et 1986, avec une réélection en 1981 : Rock Pidjot (déjà député depuis 1964), non inscrit puis apparenté socialiste à partir de 1981, président localement de l'Union calédonienne (UC). Elle disparaît en 1986, avec l'instauration du scrutin proportionnel pour deux sièges à pourvoir dans une nouvelle circonscription unique. Elle ne doit pas être confondue avec l'actuelle 1re circonscription de Nouvelle-Calédonie, en place depuis 1988.

## Description géographique et démographique
L'évolution démographique de la Nouvelle-Calédonie (86 519 personnes recensées en 1963, puis 100 579 en 1969 et 133 233 en 1976), justifie la création d'un député supplémentaire. Le nouveau découpage tient compte de l'organisation électorale déjà ancienne en quatre circonscriptions (Sud, Ouest, Est et Îles Loyauté) pour la désignation de l'Assemblée territoriale, devenue des subdivisions administratives à partir de 1969. La première circonscription comprend alors la côte Est de la Grande Terre (Pouébo, Hienghène, Touho, Poindimié, Ponérihouen, Houaïlou, Canala, Thio et Yaté) mais aussi l'île des Pins et les Îles Loyauté (Maré, Lifou et Ouvéa). Il s'agit des territoires les plus majoritairement peuplés par des Mélanésiens. S'y ajoutent les ressortissants français des Nouvelles-Hébrides en attendant leur accession à la pleine souveraineté, déjà actée par la France et le Royaume-Uni et prévue pour 1980. 
La population néo-calédonienne au sein de cette circonscription évolue ainsi :
- 1976 : 37 950 habitants
- 1983 : 39 749 habitants

La population française des Nouvelles-Hébrides pour sa part s'établit comme suit :
- 1979 : 3 762 citoyens français[2]

## Description politique
Elle est créée alors même que la question de l'indépendance de la Nouvelle-Calédonie devient le thème centrale de clivage de la classe politique néo-calédonienne. L'ancien parti politique dominant localement depuis 1953 mais en perte de vitesse depuis 1972, l'Union calédonienne (UC), à l'origine autonomiste, prend officiellement position pour l'accession à la pleine souveraineté de l'archipel à son congrès de Bourail en 1977. Durant sa courte existence, la 1re circonscription, très majoritairement peuplée de Mélanésiens, reste un fief indépendantiste, avec le député sortant (élu pour la première fois en 1964) et président de l'UC, Rock Pidjot. Après la disparition de cette circonscription en 1986, et jusqu'à ce jour, aucun autre indépendantiste de Nouvelle-Calédonie n'a été élu à l'Assemblée nationale.

## Liste des députés
| Date d'élection | Identité    | Parti                   | Qualité                         | Suppléants        |
| --------------- | ----------- | ----------------------- | ------------------------------- | ----------------- |
| 1978            | Rock Pidjot | UC-UICALO, Non inscrit  | Chef coutumier de La Conception | Maurice Lenormand |
| 1981            | Rock Pidjot | UC-UICALO, apparenté PS | Chef coutumier de La Conception | Gabriel Païta     |

## Historique des élections

### Élection des 12 et 19 mars 1978
| Candidat                                                                                | Candidat           | Parti          | Premier tour | Premier tour | Second tour | Second tour |  |
| Candidat                                                                                | Candidat           | Parti          | Voix         | %            | Voix        | %           |  |
| --------------------------------------------------------------------------------------- | ------------------ | -------------- | ------------ | ------------ | ----------- | ----------- |  |
|                                                                                         | Rock Pidjot élu    | UC             | 4 915        | 32,83        | 8 419       | 59,49       |  |
|                                                                                         | Dick Ukeiwé        | RPCR           | 4 836        | 32,3         | 5 732       | 40,51       |  |
|                                                                                         | Nidoïsh Naisseline | LKS            | 2 263        | 15,12        |             |             |  |
|                                                                                         | Yann Céléné Uregeï | Divers gauche  | 1 750        | 11,69        |             |             |  |
|                                                                                         | André Gopoea       | Divers         | 1 206        | 8,06         |             |             |  |
|                                                                                         |                    |                |              |              |             |             |  |
| Inscrits                                                                                | Inscrits           | Inscrits       | 24 412       | 100,00       | 24 412      | 100,00      |  |
| Abstentions                                                                             | Abstentions        | Abstentions    | 9 440        | 38,67        | 10 548      | 43,21       |  |
| Votants                                                                                 | Votants            | Votants        | 14 972       | 61,33        | 13 864      | 56,79       |  |
| Blancs et nuls                                                                          | Blancs et nuls     | Blancs et nuls | 2            | 0,01         | −287        | −2,07       |  |
| Exprimés                                                                                | Exprimés           | Exprimés       | 14 970       | 99,99        | 14 151      | 102,07      |  |
| Source : L'Année politique, économique, sociale et diplomatique en France, 1978, p. 560 |                    |                |              |              |             |             |  |

Le suppléant de Roch Pidjot était Maurice Lenormand, ancien député. Roch Pidjot siégea comme député non-inscrit.

### Élections législatives de 1981
| Candidat       | Candidat                  | Parti          | Premier tour | Premier tour | Second tour | Second tour |  |
| Candidat       | Candidat                  | Parti          | Voix         | %            | Voix        | %           |  |
| -------------- | ------------------------- | -------------- | ------------ | ------------ | ----------- | ----------- |  |
|                | Rock Pidjot sortant réélu | UC             | 5 160        | 39,11        | 6 348       | 41,99       |  |
|                | Henri Séou Wetta          | RPCR           | 3 419        | 25,92        | 5 252       | 34,75       |  |
|                | Nidoïsh Naisseline        | LKS            | 3 223        | 24,43        | 3 517       | 23,27       |  |
|                | Lionel Cherrier           | FNSC           | 1 248        | 9,46         |             |             |  |
|                | Charles Haeweng Haudra    | Divers gauche  | 143          | 1,08         |             |             |  |
|                |                           |                |              |              |             |             |  |
| Inscrits       | Inscrits                  | Inscrits       | 23 863       | 100,00       | 23 854      | 100,00      |  |
| Abstentions    | Abstentions               | Abstentions    | 10 547       | 44,2         | 8 653       | 36,27       |  |
| Votants        | Votants                   | Votants        | 13 316       | 55,8         | 15 201      | 63,73       |  |
| Blancs et nuls | Blancs et nuls            | Blancs et nuls | 123          | 0,92         | 84          | 0,55        |  |
| Exprimés       | Exprimés                  | Exprimés       | 13 193       | 99,08        | 15 117      | 99,45       |  |